# 三一學院 (都柏林)
都柏林圣三一学院 ，也叫都柏林大学圣三一学院，成立於1592年，正式名称為都柏林附近伊莉莎白女王神聖和不可分割的三一學院（College of the Holy and Undivided Trinity of Queen Elizabeth near Dublin），由英國女王伊莉莎白一世創辦和頒授特許，至今已有400多年歷史，是愛爾蘭最古老的大学、亦是不列顛及愛爾蘭七所古典大學之一。
大學位於都柏林市中心第2區，正門面向舊上議院大樓（該建築今天是愛爾蘭银行分行）。校园占地190,000平方米，學院南面及東北面分別為愛爾蘭政府現政府機關和商業中心。
都柏林大學雖與牛津大學、劍橋大學一样實行學院制，然而其下只有圣三一（Trinity）这一个学院，故都柏林大學通常被稱為都柏林圣三一学院。然而考試及註冊等官方程序卻以大學名義，例如以都柏林大學（證書上為拉丁文Universitas Dubliniensis）為名頒授學位。
各大學排名榜上，都柏林圣三一學院分別被排於世界第75（QS世界大學排名2026 ）、第155（泰晤士高等教育世界大學排名2021）及第151-200（世界大學學術排名2020），全皆為愛爾蘭第一。
都柏林圣三一學院亦與牛津大學奧里爾學院和劍橋大學聖約翰學院三者互相結成姐妹學院。

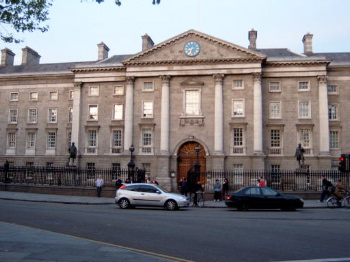
從外望向都柏林大学圣三一學院正門。

## 歷史

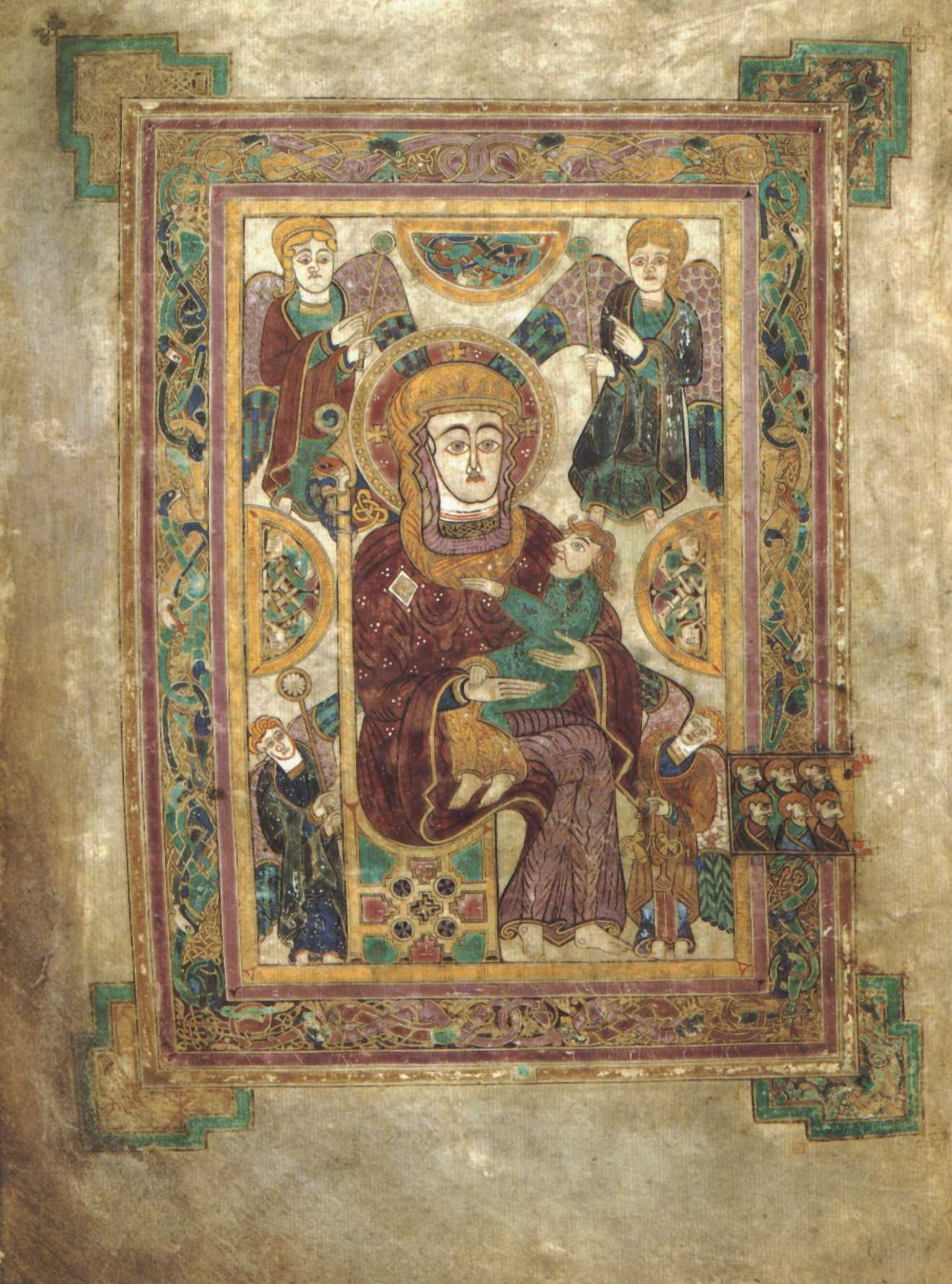
凱爾經，上古手抄、手繪聖經，被譽為愛爾蘭國寶，都柏林圣三一學院圖書館藏品。

愛爾蘭首間大學創立於1311年，然而不久後便關閉，此校與現今的都柏林圣三一學院並無關係。直到1592年，在都柏林人要求下，當時統治愛爾蘭的英國女王伊莉莎白一世特許才開辦今日的都柏林圣三一學院。當時校園實為現今都柏林城堡以外的市郊，然而隨著城市擴展，現在校園已是都柏林市中心核心地段。
由於負責創校的都柏林大主教Adam Loftus畢業於劍橋大學三一學院，故亦將新學院以“三一”為名，現在的都柏林圣三一學院前庭（Parliament Square）格局與劍橋大學圣三一學院相當相似。
都柏林圣三一學院在1904年首度招收女性學生。

## 校園

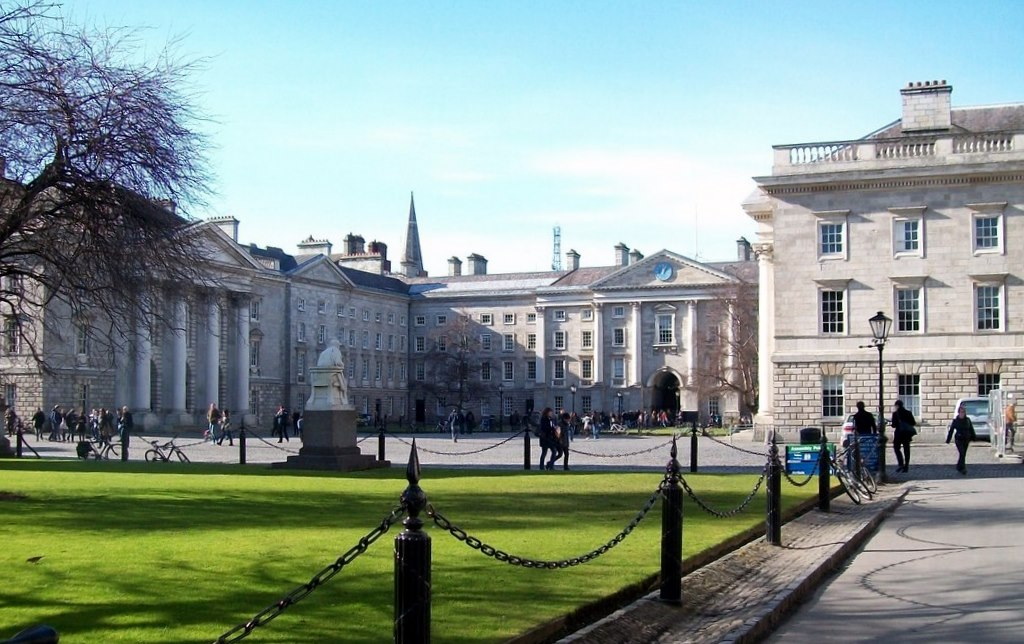
Parliament Square，都柏林三一學院前庭。

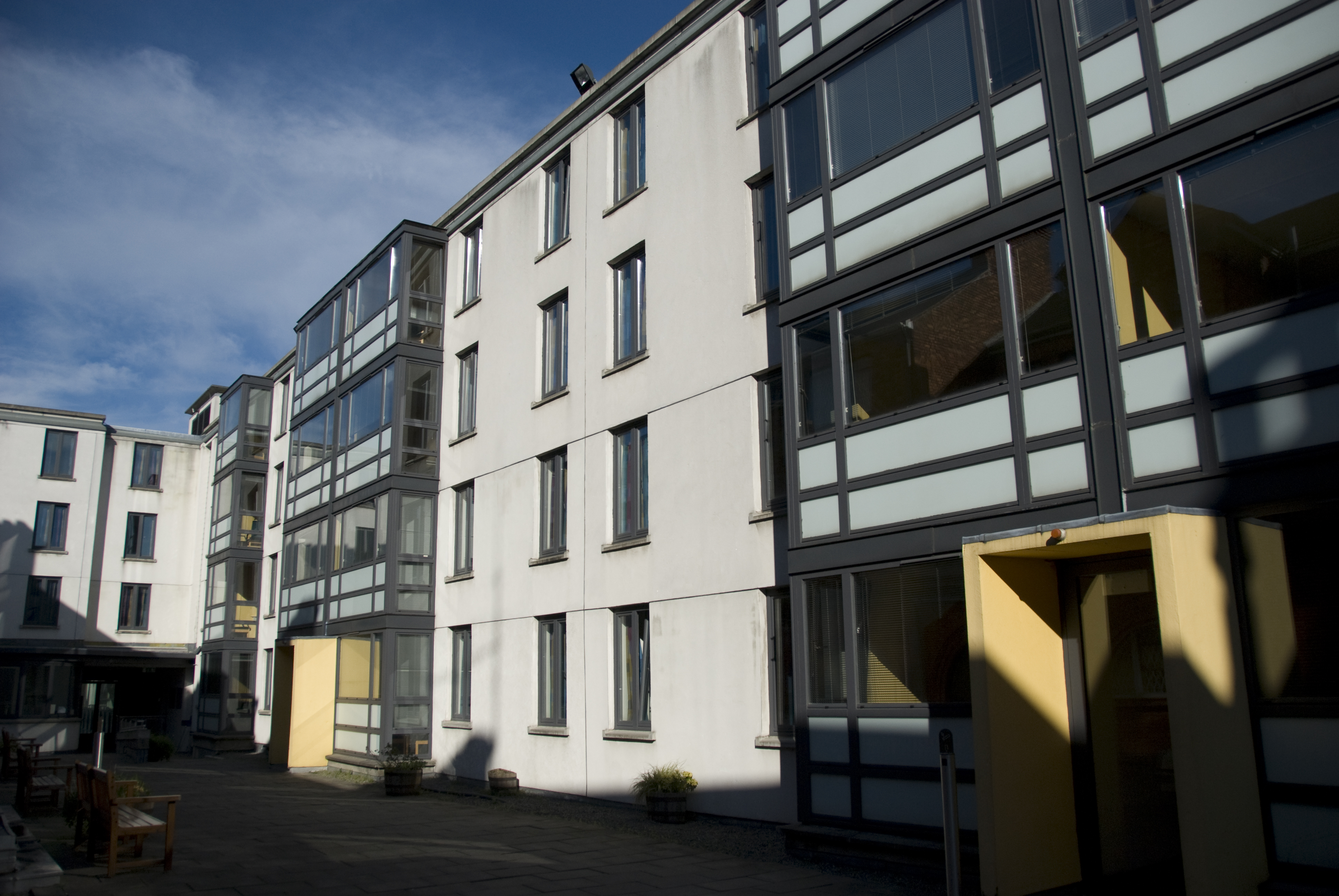
Goldsmith Hall，主校園旁的新學生宿舍。

都柏林圣三一學院主校園佔地19萬平方米，由長型建築物分隔成多個由草地為核心的庭園（Square）。由於學校格局由連綿的建築包圍而成，而且都柏林亦少有摩天大廈，所以雖位處市中心，但置身其中時校園氣氛相當濃烈，被福布斯雜誌譽為世界最漂亮校園之一。
中央校園以外，位於Dame Street的政治與社會學系等建築分佈全城，更有St James's Hospital和Adelaide and Meath Hospital兩所教學醫院。除校園內有提供少量宿位、近年在校園東面亦擴建了學生宿舍Goldsmith Hall，然最大的學生宿舍乃位於校園5公里外市郊都柏林第4區、擁有超過1,000個宿位的Trinity Hall。

### 圖書館

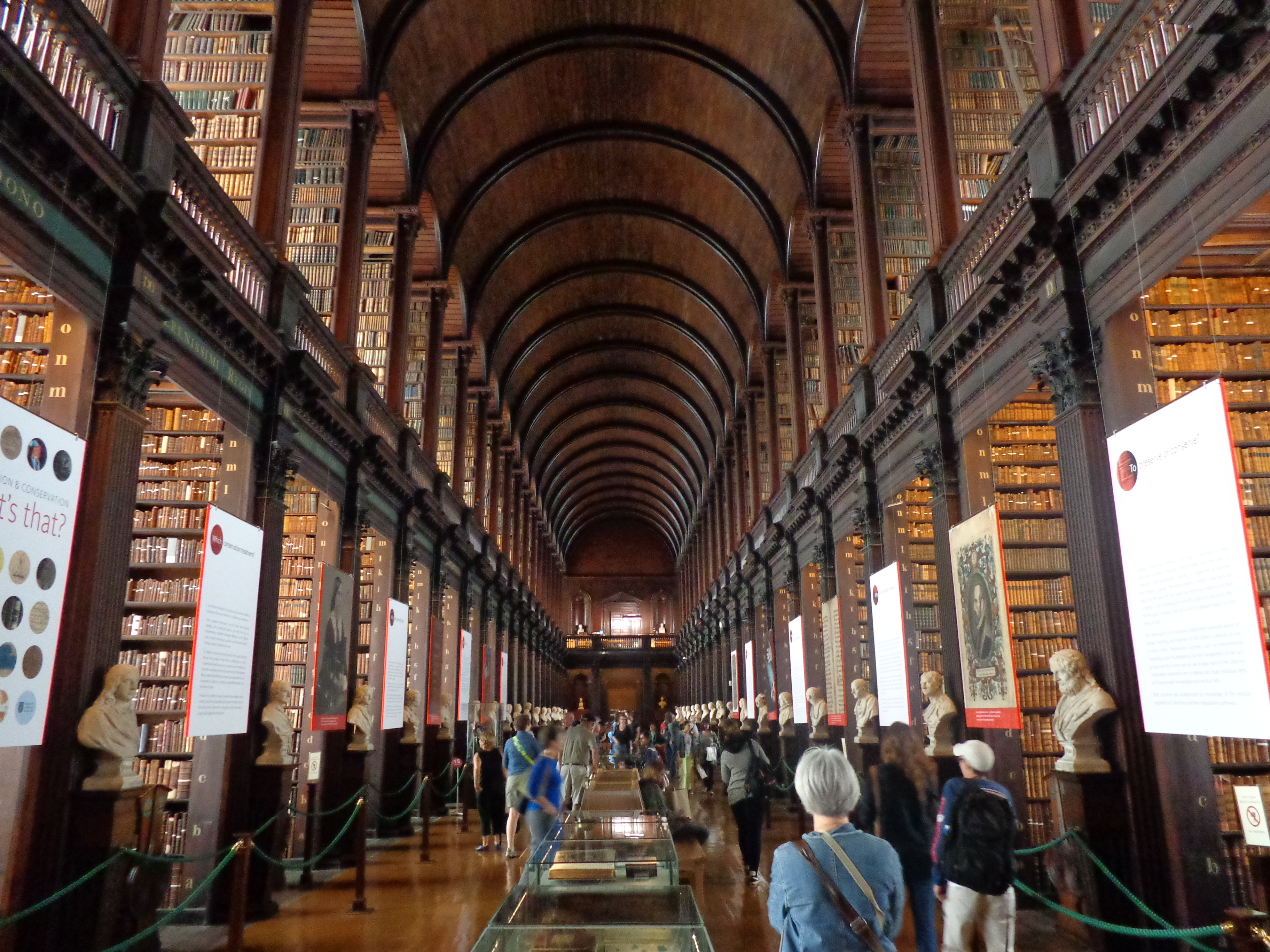
古圖書館中的長閱讀室。

都柏林圣三一學院圖書館為愛爾蘭及英國法定存放圖書館之一：除在愛爾蘭出版書籍外，根據英國的Legal Deposit Libraries Act 2003，都柏林圣三一學院圖書館（與牛津大學、劍橋大學、大英圖書館、蘇格蘭國家圖書館和威爾士國家圖書館）可要求出版商提供在英國出版的書籍予以收藏，亦可根據英國Legal Deposit Libraries (Non-Print Works) Regulations 2013獲得非印刷性者如電子書等資源。得益於此，都柏林圣三一學院圖書館藏書超過六百萬冊並高速增長中。
大學圖書館共分六處，其中最享負盛名的為古圖書館（The Old Library）興建於1712至1734年，原先位於二樓的閱讀室日漸不敷應用下，在1860年興建第二層圓拱型木頂長閱讀室（The Long Room，以建築物而言即第三層），長約65米的舊木長型閱讀室、兩旁的名人雕像、以及地面收藏的愛爾蘭國寶上古手抄手繪聖經凱爾經，構成愛爾蘭著名旅遊景點。
由於古圖書館已用作博物館，故實際予師生使用的圖書館為Berkeley、Lecky、Ussher（這三者位於校園西南部三座相連建築）、Hamilton（校園東部）及John Stearne Medical（於St James's Hospital），另研究生可使用Parliament Square旁24小時開放的1937閱讀室。

## 學術

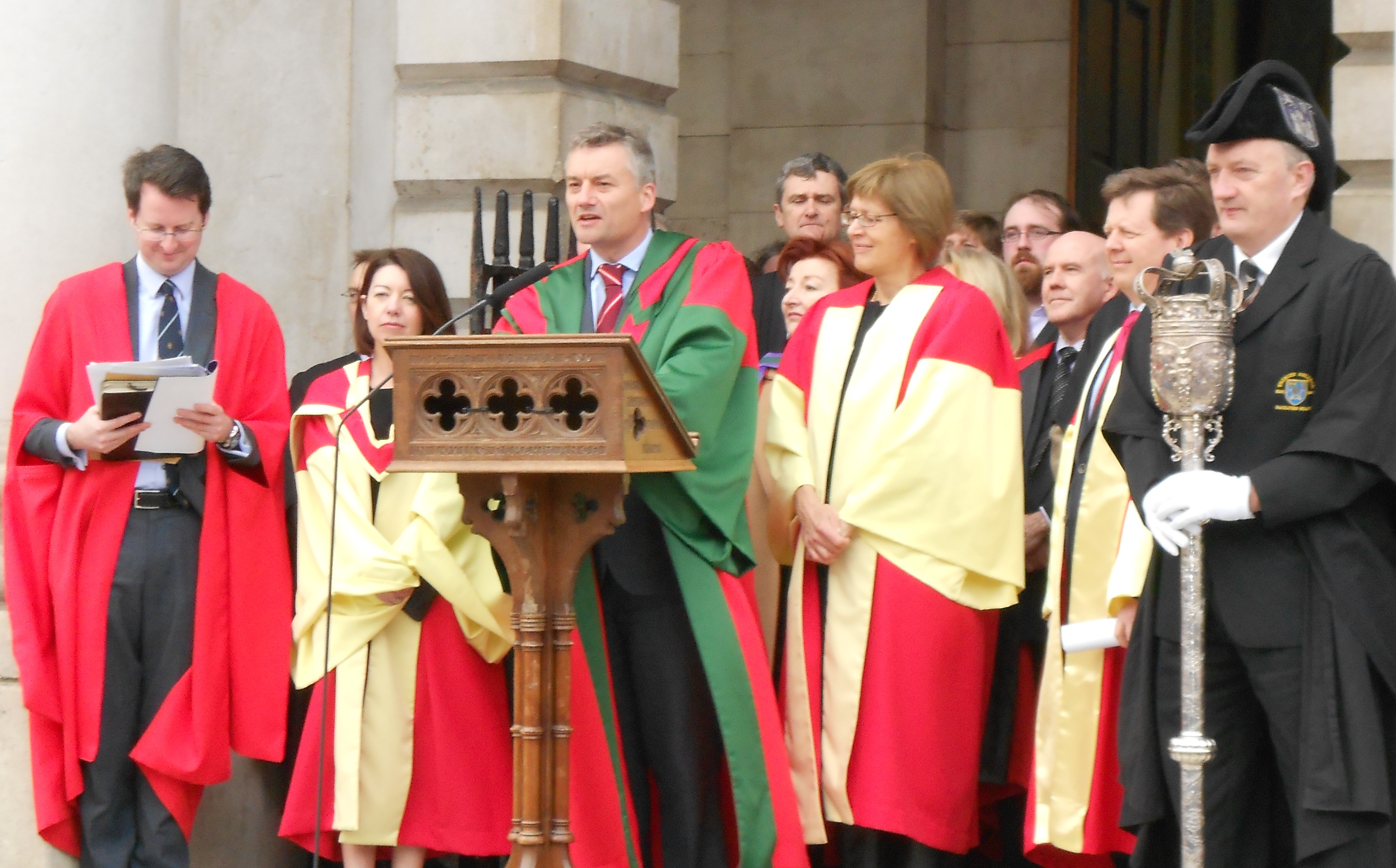
都柏林三一學院的要員、學位畢業袍以及權杖，攝於2013年。

### 学期
都柏林圣三一學院以傳統形式，將學年分成 Michaelmas Term（十月至十二月）、Hilary Term（一月至三月）及Trinity Term（四至六月），每一學期再分為一至十二週，2010年改成首兩學期為教學期、Trinity Term則為考試期，因此多達7,000人參加的舞會The Trinity Ball亦由在Trinity Term後、改成Hilary Term與Trinity Term間舉行，以慶祝完成教學期和期待考試的來臨。
以四年制本科而言，四年學生分別稱為Junior Freshmen、Senior Freshmen、Junior Sophisters和Senior Sophisters，學生每年都須應付升級試。

### 学院
大學行政上分為藝術人文及社會科學（Arts, Humanities and Social Sciences）、工程數學及科學（Engineering, Mathematics and Sciences）和健康科學（Health Sciences）三學院（Faculty），然而本科教育除各種學科外更有多個綜合主修選擇，如哲學、政治科學、經濟學及社會學四主修（Philosophy, Political Science, Economics and Sociology, PPES），商業、經濟及社會研究三主修（Business, Economic and Social Studies, BESS），又或法律學士（LL.B.)加上商業、政治學、法文、德文其中之一作雙主修等。
除學校本身外，愛爾蘭部份院校亦隸屬於都柏林圣三一學院、或由學院頒授學位，例如兩所教育學院： The Marino Institute of Education和The Church of Ireland College of Education，以及愛爾蘭皇家音樂學院（Royal Irish Academy of Music）均是都柏林圣三一學院的附屬學院（Associated Colleges）。

### 学位
與牛津大學、劍橋大學及蘇格蘭的古典大學一樣，都柏林圣三一學院的本科生在畢業三年後換取Master of Arts(M.A.)名銜，所以修讀、研究的碩士會稱為M.Litt.、M.Phil等而不稱作M.A.以作區分，學位後的校名亦可與牛津大學稱作"Oxon."、劍橋大學稱成"Cantab."般而稱作"Dubl."。

## 學生生活

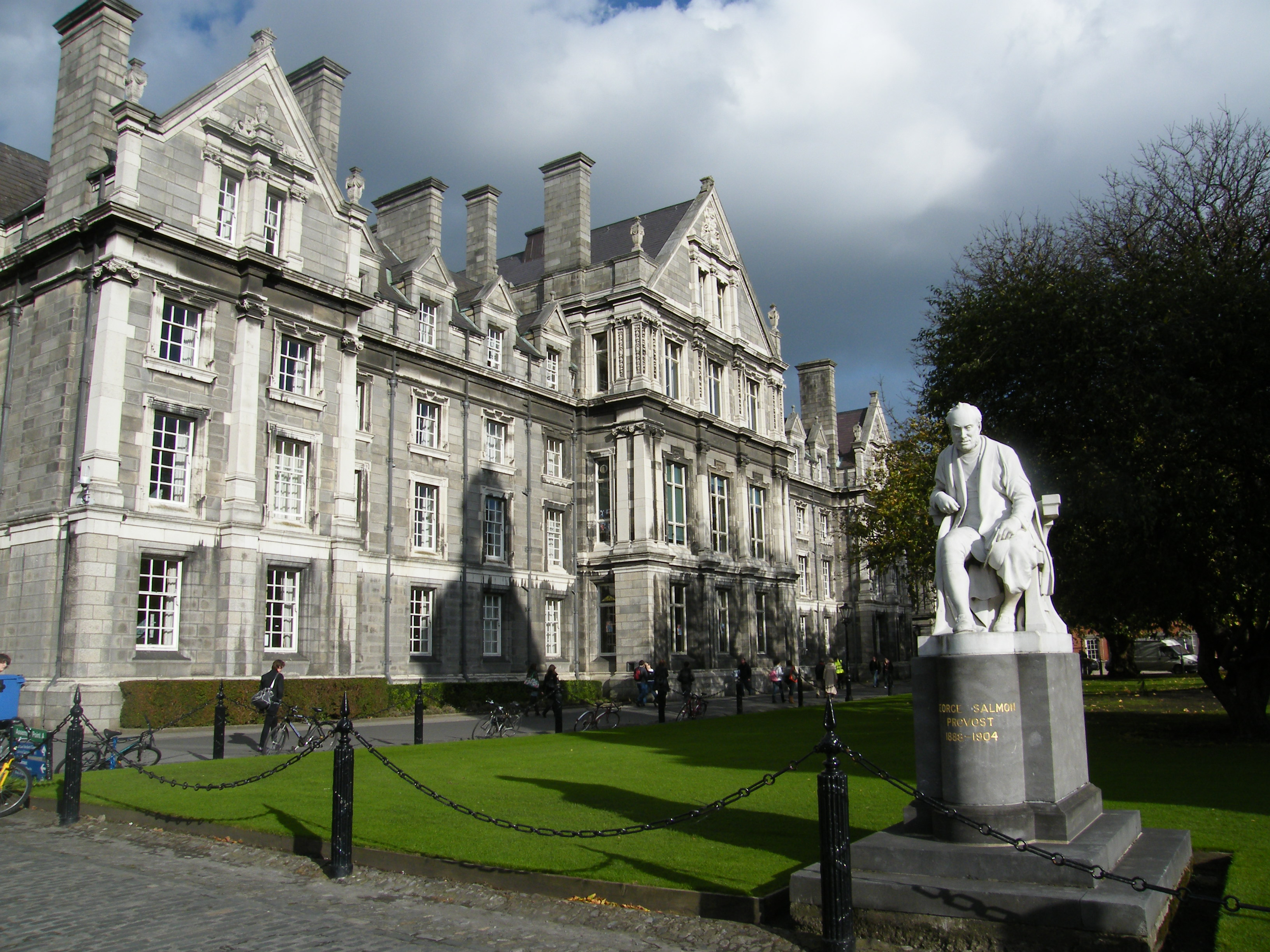
Graduates Memorial Building，大學哲學學會、學院歷史學會所在地。

都柏林圣三一學院學生團體眾多，最著名者為創於1683年、被稱為世上最悠久學生組織大學哲學學會（University Philosophical Society）、以及奧斯卡·王爾德、伯蘭·史杜克參與的辯論社團學院歷史學會（College Historical Society）。
除此以外大學有專業的板球、賽艇、足球等代表隊。

### 學生出版
為增加學生表達能力、以至參與學術研究，大學有多份學生出版刊物，如新聞報導性的學生會資助月刊The University Times、諾貝爾文學獎得主薩繆爾·貝克特曾投稿的學生雜誌Trinity College Miscellany、雙週報Trinity News、金融季刊The Bull、諷刺刊物The Piranha。
學術期刊方面，包括電影戲劇的Trinity Film Review、文學的Icarus和The Attic、經濟學的Student Economic Review、法律的The Trinity College Law Review、社會與政治學的Social and Political Review (SPR)、醫學的The Trinity Student Medical Journal、加勒比地區非裔的Afro-Caribbean Journal、以及研究生主編的綜合性學報Journal of Postgraduate Research等。

## 著名校友

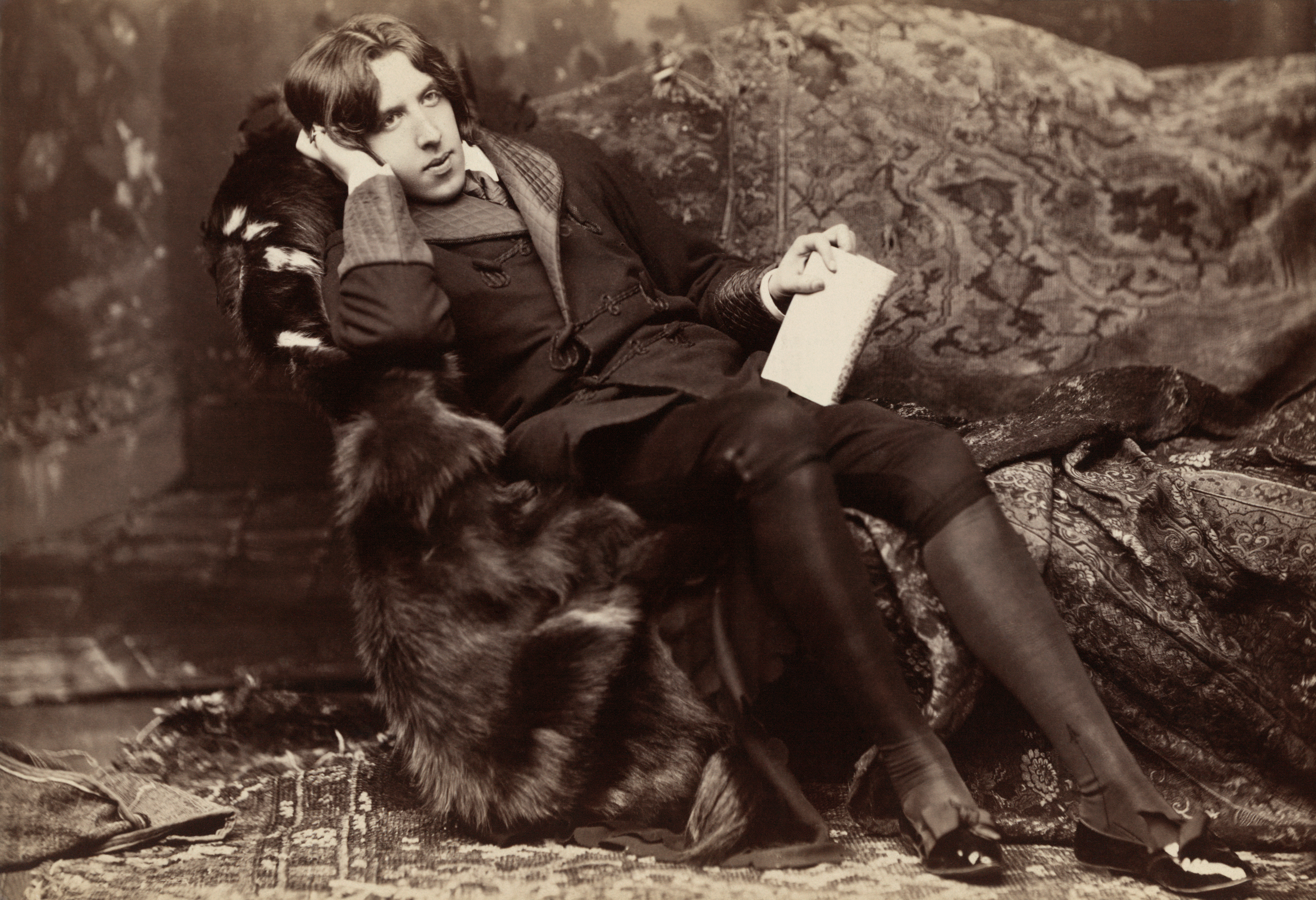
奧斯卡·王爾德，詩人、劇作家。

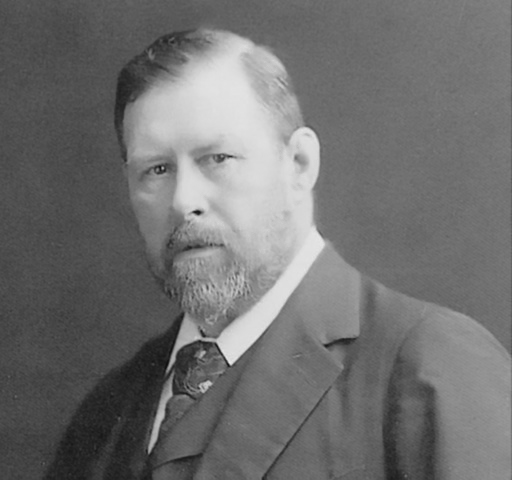
伯蘭·史杜克，《德古拉》（吸血殭屍）作者。

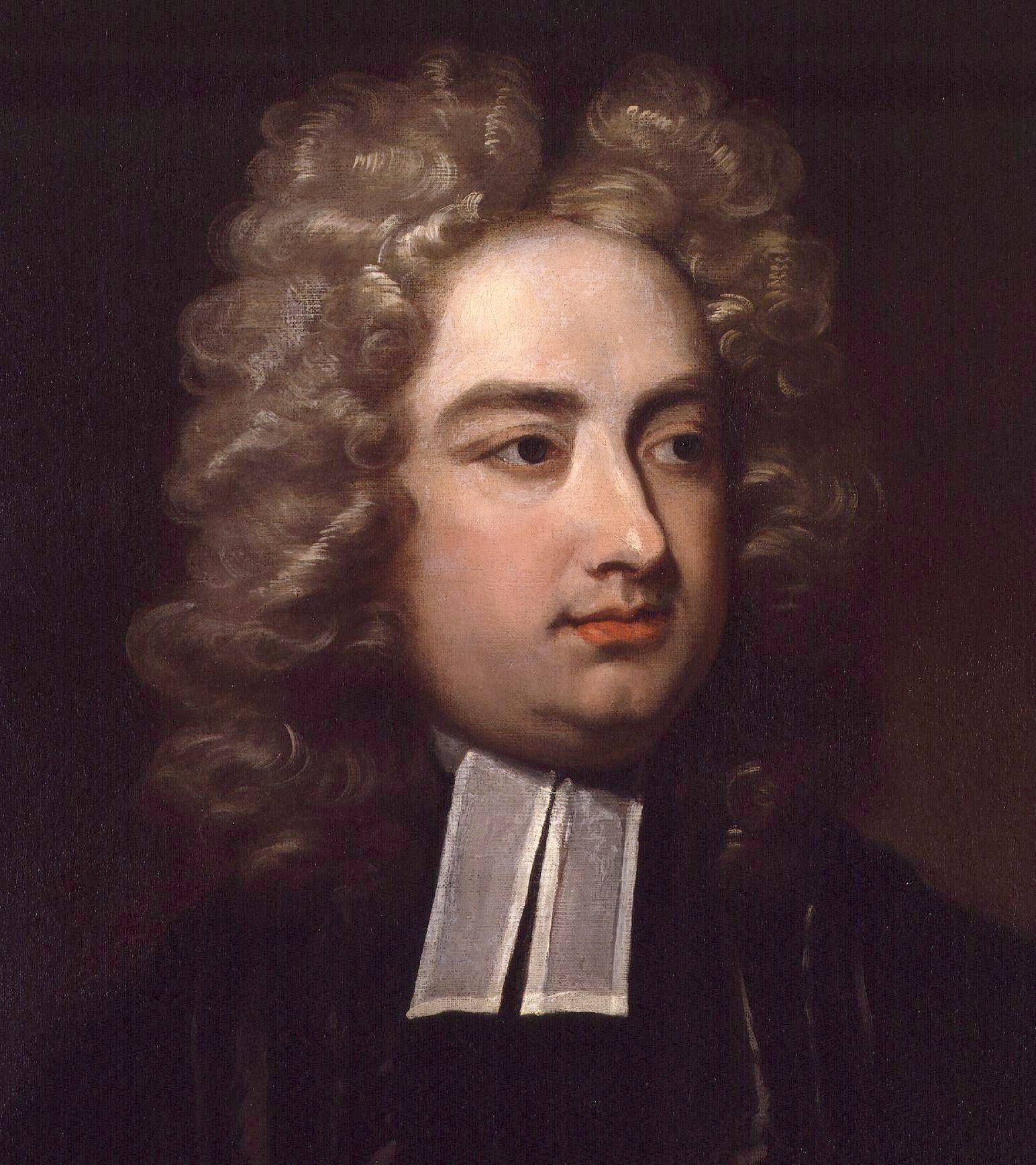
喬納森·斯威夫特，《格列佛遊記》作者。

- 奧斯卡·王爾德，詩人、劇作家，《快樂王子與其他故事》、《道林·格雷的畫像》作者
- 伯蘭·史杜克，小說家，《德古拉》（吸血殭屍）作者
- 喬納森·斯威夫特，小說家，《格列佛遊記》作者
- 奥利弗·戈德史密斯（Oliver Goldsmith）,诗人、剧作家、小说家。
- 喬治．柏克萊，哲學家，柏克萊加州大學前身加州學院的校董欣賞他詩句"westward the course of empire takes its way"體現加州開發精神而採用其名，耶魯大學的Berkeley College亦以他命名
- 歐內斯特·沃爾頓，1951年諾貝爾物理學獎得主
- 薩繆爾·貝克特，1969年諾貝爾文學獎得主
- 梅里德·科雷根·麥奎爾，1976年諾貝爾和平獎得主
- 威廉·塞西爾·坎貝爾，2015年諾貝爾生理學或醫學獎得主
- Rupert Pennant-Rea，曾任經濟學人雜誌總編輯7年（1986 - 1993）
- Louise Richardson，牛津大學第一位女性校長，[23]曾任哈佛大學Radcliffe Institute for Advanced Study執行院長、蘇格蘭聖安德魯斯大學校長
- 埃德蒙·伯克，作家，英美保守主義奠基者
- 愛德華·斯塔福德，三屆紐西蘭總理
- 喬治·馬戛爾尼，第一代馬戛爾尼伯爵，英國外交家，出使來華時與乾隆帝君臣因禮儀爭執而為中國人熟悉
- 麥當奴爵士，曾任香港、南非及加拿大新斯科細亞總督
- 弗蘭克·墨菲，美國最高法院大法官

## 流行文化
都柏林圣三一學院校園多次被電影取景，例如藍徽特攻隊中被裝成德國空軍總部，亦被《豪情本色》、《他們愛的故事》、《凡夫俗女》以至印度寶萊塢電影《猛虎英雄傳》等取景。
有指《星際大戰二部曲：複製人全面進攻》中的絕地檔案室彷照都柏林圣三一學院古圖書館設計，雖然盧卡斯工作室對此與以否認，然而有傳媒認為古圖書館設計極獨特、而絕地檔案室相似處卻與其特色非常吻合。